# Xinbao, Gansu
Xinbao (kinesiska: 新堡) är en socken i nordvästra Kina. Den ligger i Gulang härad i staden Wuwei i provinsen Gansu, omkring 130 kilometer norr om provinshuvudstaden Lanzhou. Antalet invånare är 8165. Befolkningen består av 3 934 kvinnor och 4 231 män. Barn under 15 år utgör 18,0 %, vuxna 15-64 år 73 %, och äldre över 65 år 8,0 %.